# Cooperativas cafetaleras zapatistas

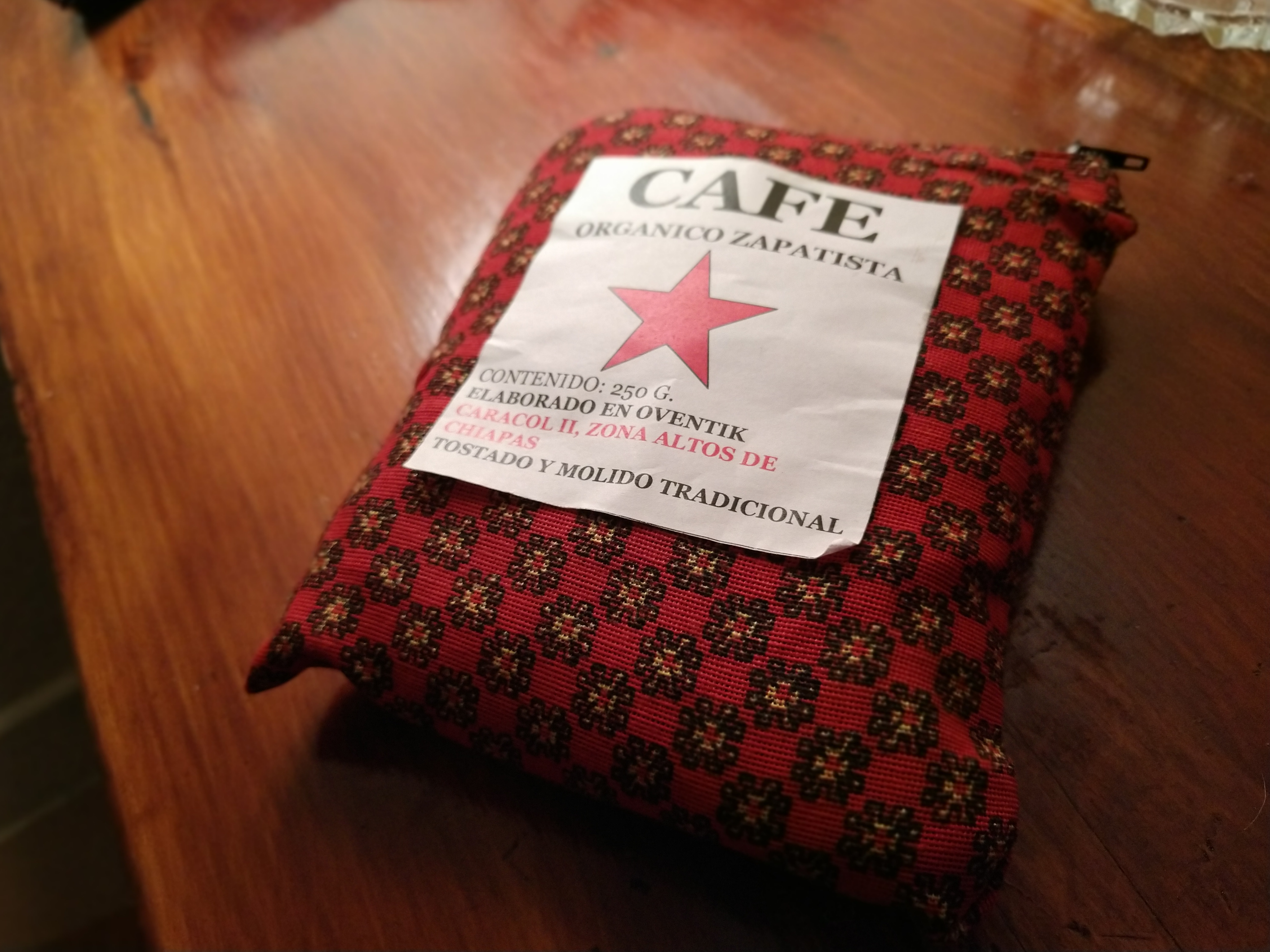
Bolsa de café producido en una cooperativa cafetalera zapatista.

Las cooperativas de caficultores zapatistas son agrupaciones comunitarias con ideología zapatista de productores de café que se encuentran principalmente en el estado de Chiapas, al sur de México. En la actualidad, el café zapatista se distribuye mediante redes de apoyo cooperativo en Norteamérica y Europa.

## Antecedentes
México es un importante productor de café (el séptimo lugar a nivel mundial), y particularmente Chiapas, debido a sus condiciones climáticas y de la tierra, hacen de este estado el mayor productor de café del país, ya que representa aproximadamente el 25% del total nacional.

### Crisis del café tras 1989
En 1989 se suspendieron las regulaciones protectoras del Convenio Internacional del Café. En el mismo período, el Banco Mundial y el Fondo Monetario Internacional otorgaron generosos préstamos para el desarrollo del cultivo del café en países que hasta entonces no producían (como Vietnam). Como resultado, hubo un exceso en la oferta y una consecuente caída de los precios en el mercado internacional. A pesar de subidas de precio temporales, se ha mantenido bajo hasta la actualidad. 
Mientras que el precio medio del café Arábica en las existencias de materias primas de la bolsa neoyorquina fue, para el período 1976-1989, de US $ 3,30 por kilo, para el período 1990-2005 bajó a $ 2,20 / kilo. También contando la pérdida de valor del dólar debido a la inflación, los productores vieron caer el rendimiento de su producto en más de la mitad. Los pequeños productores de Chiapas y otras zonas de Centroamérica enfrentaron serias dificultades, ya que sus ingresos no alcanzaban para cubrir el costo de producción, por lo que cientos de miles abandonaron sus tierras y emigraron a ciudades cercanas o a Estados Unidos. La caída del precio impactó la economía local en general de la región, la cual fue apoyada significativamente a través de las exportaciones del producto.
Fue la población indígena chiapaneca, cuyo único ingreso real era el cultivo del café, la más golpeada por la crisis, y fueron prácticamente bloqueados del resto de la actividad económica de México. En esta región, los intermediarios en pagaban 8 pesos en 1993 (60 céntimos de euro) por un kilo de café, mientras que su precio de reventa en Europa superaba los 10 euros. Mucha gente afirma que el colapso del precio del café fue la gota que colmó el vaso para los indígenas de Chiapas. Muchos de los que no abandonaron sus plantaciones y sus familias y emigraron a Estados Unidos, se unieron al ejército zapatista durante la revuelta del 1 de enero de 1994.

## Creación de las cooperativas zapatistas

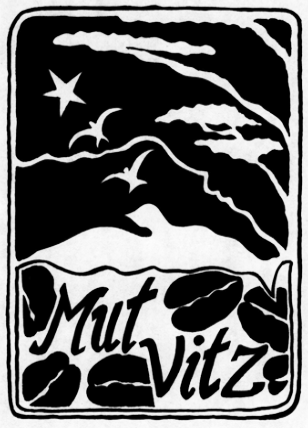
MutVitz Logo.

A pesar de las revueltas zapatistas organizadas por los indígenas rebeldes para el reconocimiento de su cultura, sus derechos colectivos, económicos y políticos, finalmente sus demandas no fueron escuchadas ni tomadas en serio. Por esto, su lucha se enfocó en la reconstrucción de su autonomía del Estado mexicano.
En esta lucha social participaron miles de cafetaleros con experiencia previa la organización de cooperativas productivas. Fruto de su experiencia y de las nuevas relaciones que el EZLN creó desde sus inicios con el movimiento solidario internacional, se desarrolló la idea de establecer la primera cooperativa de café zapatista. El objetivo de los productores era obtener una vía alternativa de abastecimiento y exportación del café, que les permitiera terminar con su total dependencia de los intermediarios y del impredecible mercado global. Su llamado a la creación de «otro» mercado de café con condiciones dignas para los productores, fue respondido rápidamente por pequeñas cafeterías de Estados Unidos y Europa, en conjunto con estructuras cooperativas existentes y una orientación política progresista, pero también por colectivos solidarios y personas con sin experiencia comercial previa.

### Cooperativa Mut-vitz
La primera cooperativa cafetalera integrada exclusivamente por miembros zapatistas fue Mut-vitz, situada en el municipio de El Bosque, en el altiplano chiapaneco. Mut-vitz fue fundado en 1997 por 200 productores de café, y en 1999 lograron realizar la primera venta y exportación de alrededor de 35 toneladas a Europa y Estados Unidos. El precio del café fue fijado por organizaciones de comercio justo. Por lo tanto, a los productores se les pagaba con precios más altos en comparación con el mercado convencional, más del doble del precio que los intermediarios les daban antes. Desafortunadamente, el equipo de Mut-vitz fue confiscado por el gobierno de Chiapas bajo la legislatura de Juan Sabines Guerrero (PRD) justificando el impago de impuestos, y finalmente la cooperativa se disolvió en 2009.

### Cooperativa Yachil Xojobal Chu'lchan
A pesar de su cierre, Mut-vitz resultó ser muy exitoso gracias a las experiencias y el conocimiento adquiridos, y su modelo fue imitado. En 3 años, la cantidad de café exportado se multiplicó por cinco, mientras que el número de miembros aumentó significativamente, a medida que más y más productores zapatistas ingresaron a la cooperativa. Pero con una decisión común, Mut-vitz optó por no aceptar nuevos miembros hasta que todos los productores completen el período transitorio de 3 años, para la certificación biológica del café. Fue así como se creó una nueva cooperativa en Pantelhó, en el altiplano. La nueva cooperativa Yachil Xojobal Chulchan, fue constituida en 2001 por los zapatistas que no habían sido aceptados directamente en Mut-vitz, un total de 328 productores. En 2002, exportó su primer contenedor de café al «mercado solidario», mientras que los años siguientes vieron un aumento significativo en la cantidad de café que se produjo y el número de productores zapatistas que participan en éste.

### Cooperativas Yochin Tayel Kinal y Ssit Lequil Lum
La tercera cooperativa zapatista de café, que opera en Chiapas y exporta café a través de la red solidaria de abastecimiento a Europa y Estados Unidos, es Yochin Tayel Kinal, que tiene su sede en Altamirano y se inscribe en Junta de Buen Gobierno, Consejo de Buen Gobierno, de Morelia. Se estableció en 2002 y realizó su primera exportación de café en 2003. Esta cooperativa contaba con 800 participantes, entre ellos productores del ejido Roberto Barrios, quienes, luego de adquirir la experiencia necesaria, se organizaron en 2007 de manera autónoma, en una cuarta cooperativa, denominada Ssit Lequil Lum, que celebró su primera exportación en la primavera de 2008.

## La estructura de las cooperativas
La asamblea general de productores es el órgano supremo de las cooperativas, que se convoca al menos una vez al año y elige un nuevo consejo de administración cada 3 años. En total, hay alrededor de 2.500 productores incluidos, mientras que la cantidad de café que va a las redes solidarias es de cientos de toneladas, dependiendo de las condiciones especiales de cada año. Son parte integral del movimiento zapatista y por eso cooperan con las estructuras políticas del movimiento, los Consejos de Buen Gobierno, respetando sus decisiones, que apuntan a los intereses más amplios de las estructuras y comunidades autónomas.
Las cooperativas cafetaleras zapatistas son quizás el ejemplo más evidente del desarrollo de estructuras económicas alternativas y autónomas en Chiapas. A través de su operación, los productores no dependen del mercado local o global. A través de la organización colectiva y la cooperación con las redes solidarias de disposición, los productores reciben un precio por su producto que puede cubrir el costo de producción y al mismo tiempo brindarles un ingreso digno, que aumenta con los años. Además, obtienen acceso a estructuras comunes y soporte técnico. No solo los productores se benefician, mientras las cooperativas desarrollen y mejoren sus funciones, aportan una parte de sus ingresos a los programas autónomos de educación, salud y otras estructuras sociales. Además, las iniciativas y las organizaciones que participan en las redes solidarias de disposición devuelven parte de sus ingresos por las mismas razones, a las comunidades zapatistas. De esta manera, las cooperativas cafetaleras operan como motor impulsor del movimiento zapatista.

## Dificultades
Las cooperativas enfrentaron y continúan enfrentando dificultades notables. La construcción de una estructura organizativa eficaz que respete la orientación política democrática horizontal y directa del movimiento zapatista fue al principio su mayor dificultad. Rechazan conscientemente cualquier tipo de ayuda del Estado mexicano y, se ocupan de los procesos técnicos y burocráticos solo con el apoyo de organizaciones independientes y solidarias en México. Al mismo tiempo, intentan desarrollar algunos proyectos de infraestructura como espacios para almacenamiento y preprocesamiento del café. 
Es paradójico que el mayor obstáculo para el desarrollo de estas nuevas actividades económicas sean precisamente las mismas autoridades mexicanas, como por ejemplo las sanciones contra Mut-vitz en 2007, por irregularidad fiscal.

## Red de distribución en Europa
En la actualidad, el café zapatista se distribuye a, al menos, 12 países europeos a partir de una variedad de iniciativas. Todas estas iniciativas locales están conectadas a través de una red horizontal RedProZapa (Red de Distribución de Productos Zapatistas), que realiza montajes centrales dos veces al año en una ciudad europea. La característica común que los une es su solidaridad política con la lucha zapatista. La venta de café brinda apoyo económico a las estructuras productivas en Chiapas.